# Jan de Hartog
Johannes (Jan) de Hartog (Haarlem, 22 april 1914 – Houston, 22 september 2002) was een Nederlandse schrijver van romans, toneelstukken en filmscenario's die in de eerste plaats naam heeft gemaakt met romans over de scheepvaart.
Als hoofdzakelijk vertellend romancier kon hij tot zijn aanvankelijke teleurstelling niet bogen op algemene literaire erkenning, maar dat heeft met wereldwijd miljoenen verkochte boeken zijn populariteit onder het publiek geen kwaad gedaan. Sinds 1943 had hij niet meer zijn hoofdverblijf in Nederland; na de Tweede Wereldoorlog vestigde hij zich met onderbrekingen in de Verenigde Staten en schreef hij zijn werken voortaan in het Engels.

## Levensloop

### Ouders en milieu
De vader van Jan de Hartog was de hervormd theoloog Arnold Hendrik de Hartog (1869-1938), die ten tijde van Jans geboorte predikant was in Haarlem. In 1917 werd Arnold de Hartog predikant in Amsterdam. Nadien werd hij benoemd tot hoogleraar in de theologie aan achtereenvolgens de Universiteiten van Utrecht in 1926 en Amsterdam in 1931. Zijn grootvader, Arnold Hendrik de Hartog sr., was eveneens predikant en hoogleraar theologie, maar grootvader Arnold was gereformeerd. De Hartog sr. was nauw verbonden aan de Doleantie van Abraham Kuyper en diens Vrije Universiteit.
De moeder van Jan de Hartog was Lucretia de Hartog-Meyjes (1882-1961), afkomstig uit een geslacht van zeilmakers, scheepsbouwers en cargadoors, opgegroeid in het buitenland. Zij doceerde middeleeuwse mystiek.

### Jonge jaren (1914-1934)
De Hartog woonde zijn eerste vier jaren in Haarlem, en groeide daarna op in Amsterdam-Oost, waar het gezin woonde aan de Tweede Oosterparkstraat, later aan de hoek Nicolaas Witsenkade - Pieter Pauwstraat. Over zijn jeugd in de stad schreef hij het boek Herinneringen aan Amsterdam (1981). Het gezin De Hartog telde twee zoons, waarvan Jan de jongste was en Frans (Franz) de oudste. Het maakte deel uit van de maatschappelijke bovenlaag en leefde in betrekkelijke welvaart.
Toen De Hartog tien jaar oud was kreeg zijn moeder tuberculose. Zij werd meer dan een jaar lang opgenomen in een sanatorium. Vader kon de kinderen niet verzorgen, dus die werden ondergebracht; Frans bij een lerarengezin, en Jan bij familie Bout in Huizen. Dat hij naar Huizen ging had een bijzondere aanleiding. Wijgert Bout uit Huizen ventte regelmatig met vis in Amsterdam Oost. Hij kwam ook bij het gezin van dominee de Hartog. Vanwege dat regelmatige contact is Jan aan Wijgert toevertrouwd en kwam hij in Huizen terecht. Daar woonde hij ongeveer een jaar op het adres Schipperstraat 13. Het vissershuis met rieten dak waar in de winter op zolder de netten werden uitgehangen en geboet, staat nog steeds in het oude dorp van Huizen. Vanwege zijn verblijf in het gezin van Wijgert Bout gaf Jan de machinist Hollands Glorie, de achternaam Bout.
De vloot van het vissersdorp fascineerde Jan en op een dag werd hem door een visser gevraagd of hij mee wilde varen. Dat wilde Jan wel. Zijn ervaringen heeft hij in 1967 opgeschreven als Herinneringen van een bramzijgertje.
In dat verhaal komt ook een "leugenaar' voor: een verteller die aan boord kwam om in ruil voor eten en drinken met het nodige aplomb sterke verhalen te vertellen. Als het bramzijgertje thuis zijn avonturen verhaalt merkt hij dat de toehoorders aan zijn lippen hangen. "Dat was het ogenblik waarop ik voor het eerst besefte dat ik een geboren Leugenaar was."
Scheepvaart werd een levenslange fascinatie. Herhaaldelijk ging De Hartog uit varen, of hij mocht of niet. Als vijftienjarige mocht hij mee op het koopvaardijschip van de Stoomvaart-Maatschappij Oostzee. De ervaringen die hij op zee op deed brachten hem herinneringen die als materiaal dienden voor de verhalen die hij zijn leven lang zou blijven optekenen.
Als zestienjarige behaalde hij middels een stoomcursus bij het instituut Lier zijn MULO-B diploma, en vervolgens monsterde hij als lichtmatroos aan bij Hospitaal-kerkschip De Hoop.
Vervolgens werd De Hartog aangenomen bij de Kweekschool voor de Zeevaart te Amsterdam. Daar beviel het spartaanse regime hem echter slecht en binnen drie maanden hield hij het voor gezien. Later verklaarde hij dat hij van school was gestuurd vanwege aangetroffen aantekeningen die door de school werden uitgelegd als "voorbereiding voor chantage". De school zou nog een briefje hebben meegegeven met de verklaring dat men daar geen piraten wenste op te leiden. Deze episode verwerkte hij met een aantal andere herinneringen in Ave Caesar (1936), op basis van zijn dagboekaantekeningen.

### Vroege schrijverschap (1934-1940)
Nog steeds geobsedeerd door zee en scheepvaart kwam De Hartog hierna in dienst bij de havenpolitie van Amsterdam, waar hij tot 1932 bleef werken. Naar eigen zeggen hield hij zich daar hoofdzakelijk bezig met koper poetsen, thee zetten en 's nachts wakker blijven. Tegelijkertijd volgde hij het avondgymnasium, dat hij ook wist te voltooien. Tijdens de nachtwachten op het IJ begon hij met schrijven over gebeurtenissen van romantische aard, die hij De geheimen van het IJ noemde. Ook schreef hij in deze periode korte stukjes die door het Algemeen Handelsblad werden geplaatst onder de kop De korte golf.

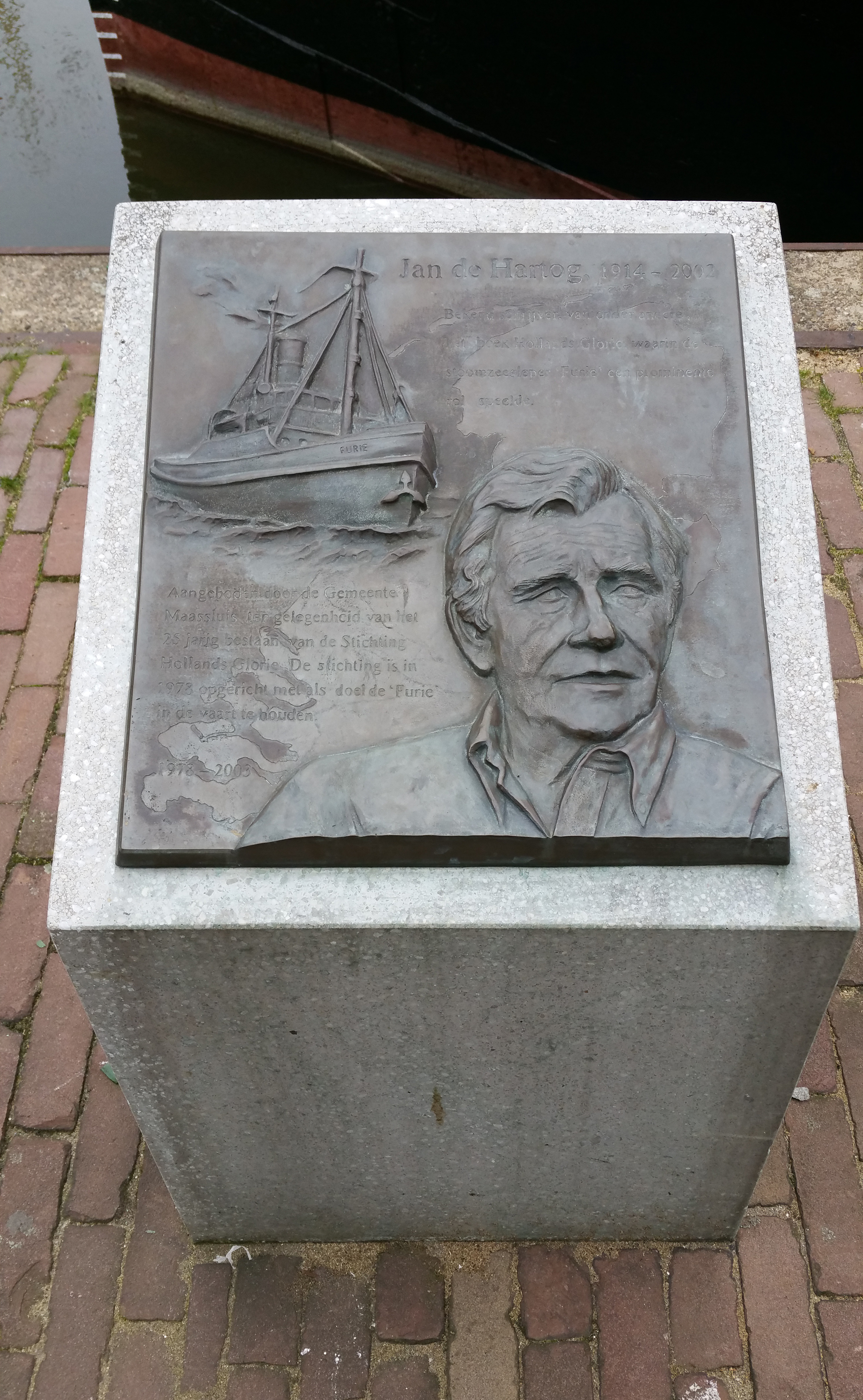
Plaquette van Jan de Hartog in Maassluis met een afbeelding van de Furie

In een poging om serieuze kunst te scheppen schreef hij Het huis met de handen (1934) dat door Menno ter Braak ongunstig werd besproken en dat door De Hartog zelf later een onleesbaar ding werd genoemd.
De avonturen die hij bij de havenpolitie had meegemaakt vormden vervolgens de basis voor vijf detectiveromannetjes die sinds 1934 verschenen, over de lotgevallen van commissaris Wiebe Poesiat en inspecteur Gregor Boyarski bij de hoofdstedelijke recherche. Deze werken schreef hij onder het pseudoniem F.R. Eckmar, een naam die niet toevallig klinkt als "verrek maar" en die kan worden opgevat als zijn houding ten opzichte van het kunst-establishment van die tijd.
Naar aanleiding van De Hartogs verhaaltjes in het Algemeen Handelsblad trok de Amsterdamsche Tooneel-vereeniging hem in 1938 aan als adviseur over de scheepvaart voor de opvoering van een Duits toneelstuk waar zeelui een rol in speelden. Hij bleef als vrijwilliger aan dit gezelschap verbonden, vertolkte op het toneel nog een rol als Finse zanger en droomde van een grote carrière als acteur. Zijn talent was echter geringer dan zijn ambitie, en geleidelijk ging De Hartog over tot het schrijven van toneelstukken. Daarnaast regisseerde hij wat en bleef hij figurantenrolletjes aannemen.
Een medefigurant was Lydia van Schagen, zeven jaar ouder dan hij, kunstschilderes. In 1934 trouwden zij. Van enig inkomen was nog nauwelijks sprake, en omdat De Hartog nu ook voor zijn vrouw moest zorgen, ging hij weer terug naar de havenpolitie, als invaller-stoker. Het huwelijk begon al gauw barstjes te vertonen. Van samenwonen was al gauw geen sprake meer. In 1937, Lydia was zwanger van hun dochter Sylvia, was De Hartog haar voor het eerst ontrouw. Uit het huwelijk volgde ook nog een zoon, Arnold, maar het huwelijk liep definitief op een mislukking uit. In 1938 overleed zijn vader.
In die tijd begon De Hartog met het schrijven van zijn in Nederland bekendste werk, Hollands Glorie. Hij woonde in Schoorl, vlak bij zijn literaire mentor Herman Robbers, in die tijd een zeer invloedrijk man in de literatuur. Ook de schrijver en essayist Menno ter Braak had in die tijd veel invloed. De Hartog kende hem persoonlijk doordat hij les had gegeven op het avondgymnasium. Van een warme band met Ter Braak was echter geen sprake. De Hartog bleef schrijven, en leerde geleidelijk zijn stijl en thematiek vorm te geven. Tegelijkertijd maakte hij steeds meer connecties in het hoofdstedelijke culturele leven, zoals met zijn huisgenoot de toneellegende Albert van Dalsum en met de oudere Ludwig Berger, met wie zich een vriendschap ontwikkelde.
De vermaarde regisseur Berger, als Jood gevlucht uit Duitsland, vroeg hem om te helpen bij het scenario voor de film Ergens in Nederland, over de zee, de mobilisatie en de Koninklijke Marine. Berger wist niets van de scheepvaart en De Hartog stond nog altijd bekend als zeeman. De beoogde hoofdrolspeler, Paul Storm, viel uit vanwege de mobilisatie, en De Hartog kreeg zijn debuut als speelfilmacteur, als tegenspeler van Lily Bouwmeester, met wie hij een romance beleefde. Het zou zijn enige filmrol blijven. De film zou in première gegaan zijn op de dag van de Duitse inval, 10 mei 1940.

### De bezetting (1940-1943)
Een paar maanden voor de Duitse inval had de Hartog een tijdelijke betrekking aangenomen in de sleepvaart, bij Wijsmuller in IJmuiden, maar daar kwam al snel een eind aan toen de sleepboot door de bezetter werd buitgemaakt. De Hartog had noodgedwongen weer alle tijd voor het schrijverschap en voltooide onder druk van zijn uitgever Hollands Glorie, een boek over de sleepvaart, geïnspireerd op de geschiedenis van de rederijen Wijsmuller en Smit. In een tijd dat Nederlanders zich door de bezetting sterk bewust waren van hun identiteit sloeg de nationalistische titel meteen aan, en de thematiek van onderdrukking was voor een goede verstaander ook toepasselijk. De roman werd een groot succes en werd ook door de critici lovend ontvangen. De bezetter had ook geen bezwaren. Sterker nog: de onderliggende kritiek op kapitalistische uitbuiting en ook het nationalisme pasten goed in het ideologische straatje der nationaalsocialisten. Totdat De Hartog in 1942 weigerde om lid te worden van de Kultuurkamer maakte hij dan ook weinig bezwaar tegen de omhelzing door de bezetter. Door deze weigering echter, onder meer ingegeven door zijn afkeer van de antisemitische maatregelen die de bezetter trof, verviel De Hartog vrijwel meteen in ongenade. Hollands Glorie werd verboden, hij werd overal gedwarsboomd, en er was zelfs al sprake van deportatie naar Duitsland.
Met zijn vriend de acteur Jan Teulings tikte hij een oude tjalk op de kop, met als doel een clandestien theatergezelschap op te zetten, tevens dekmantel voor verzetsacties. Om poolshoogte te nemen bezeilden zij de voormalige Zuiderzee en probeerden zij tegelijkertijd onderdak te vinden voor Joodse kinderen in de aanliggende vissersplaatsen. Van de goede bedoelingen om een ondergronds theater op te richten kwam echter niets terecht. Wel vormde het de inspiratie om zijn verhaal Schipper naast God, dat gaat over een schipper die een lading Joodse vluchtelingen redt, te bewerken voor toneel. Door de steeds intensievere Duitse controles voelde De Hartog zich echter niet veilig meer, en hij besloot onder te duiken, en uiteindelijk in april 1943 met hulp van de illegaliteit het land te ontvluchten.
Per trein reisde hij naar Moeskroen, aan de grens met Frankrijk, waar hij valse papieren kreeg. Hij reisde per trein door op weg naar Delle, op de grens met Zwitserland. Onderweg werd hij niet vertrouwd en werd hij ondervraagd in het station van Nancy. Hij mocht door na een telefoontje met de burgerlijke stand die zijn valse identiteit wonderlijk genoeg bevestigde. In Zwitserland werd hij over de grens gesmokkeld en vervolgens door de Zwitserse autoriteiten geïnterneerd. Tegen diens eigen advies in, heeft de Nederlandse consul in Zwitserland hem geholpen om weg te komen naar Engeland. Met hulp van de Franse Maquis nam hij de trein naar Foix en werd hij de Pyreneeën in geleid, waar hij met een groep vluchtelingen onder leiding van een gids de bergen in trok.
De Hartog werd meegenomen door een patrouille en vervoerd naar Zaragoza om bij de nonnen verpleegd te worden. Hij werd ontvangen door de Britse consul die hem in een juten zak in het ruim van een vrachtschip liet laden, naar Gibraltar. Vanaf Gibraltar reisde hij door naar Engeland.

### Engeland (1943-1949)

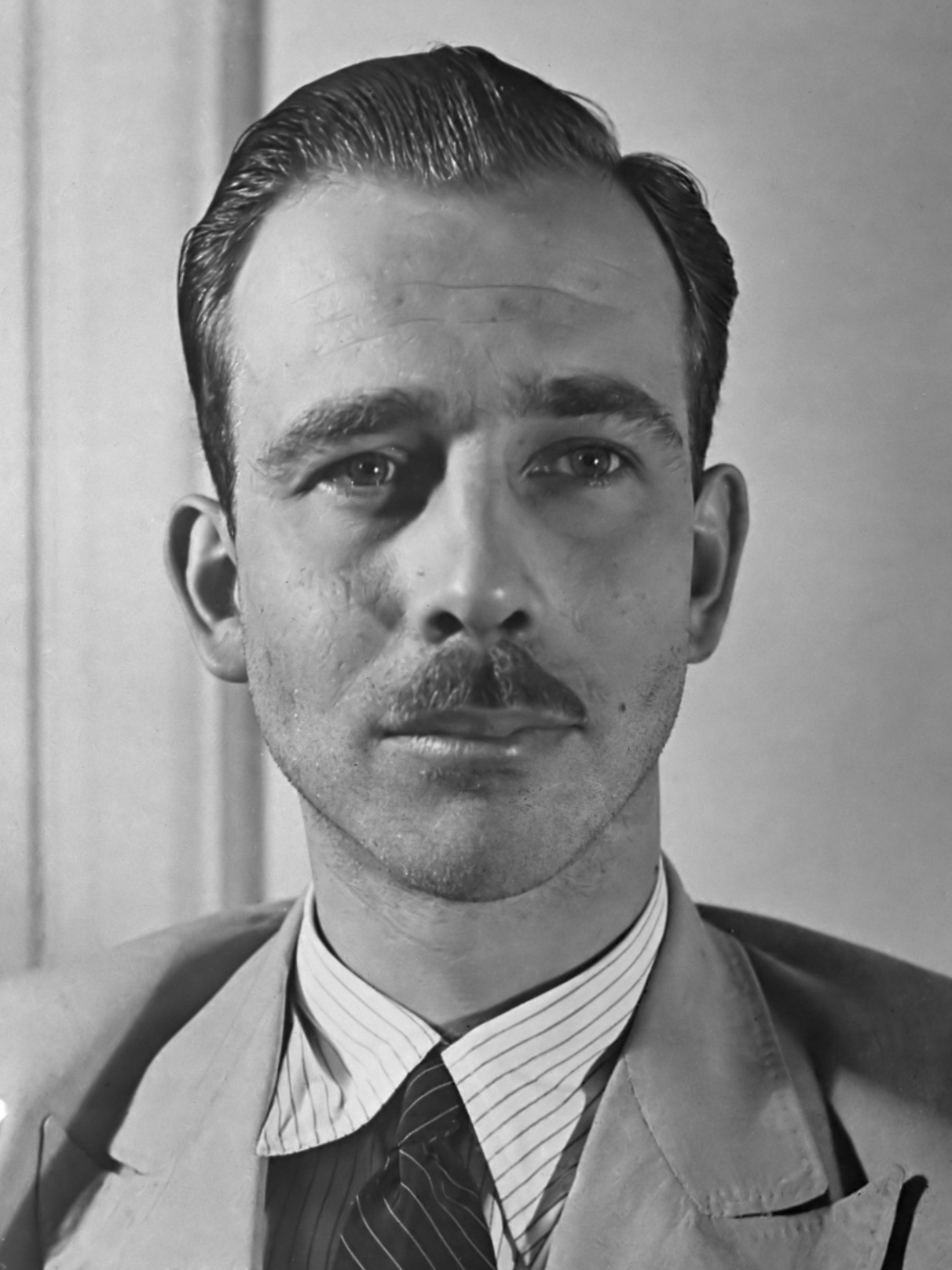
Jan de Hartog (1943)

In Londen kreeg De Hartog als Engelandvaarder huisvesting van de 'vrije Nederlandsche regering' en een baan als oorlogscorrespondent bij de Regeerings Persdienst, met als specialisatie de koopvaardij. Hij ging mee met koopvaardijschepen om daarover te schrijven. Hij nam in die hoedanigheid deel aan een konvooi naar Moermansk. Ook sprak hij verhalen in voor Radio Oranje en raakte er bevriend met zijn collega-schrijvers en geestverwanten A. den Doolaard en de vlieger Adriaan Viruly. In dezelfde periode leerde hij Engels, dat hij nog niet vloeiend sprak, en legde hij contacten in het Londense culturele leven. Via Michael Powell kreeg hij een seizoen een aanstelling als dramaturg bij het Oxford Playhouse, waar hij samenwerkte met de toneelschrijver Christopher Fry. Hij ontmoette er ook de Ierse toneelschrijver George Bernard Shaw, met wie hij het goed kon vinden, en hij kreeg er kennis aan Angela Wyndham Lewis, stiefdochter van de Engelse schrijver J.B. Priestley, met wie hij in 1946 trouwde en twee kinderen kreeg: Nicholas en Catherine. Ook dit huwelijk zou echter stuklopen, in 1951.
Ook na het einde van de oorlog bleef De Hartog hangen in Engeland. In het voorjaar van 1945 vroeg Michael Powell hem om te gaan acteren in het door hemzelf geschreven toneelstuk Skipper next to God tijdens de zomervoorstellingen in het Theatre Royal in Windsor.

Skipper next to God werd zo'n succes dat het ook op Broadway uitkwam; De Hartog ging pendelen tussen Londen en New York. De toneelstukken Death of a Rat, William and Mary en zijn bekendste toneelstuk The Fourposter (Het Hemelbed) volgden, met toenemend internationaal succes. De Hartog mocht dan voor het Engels gekozen hebben, Nederland kon hij niet loslaten. Door zijn internationale succes werd hij wereldreiziger, maar met Nederland als thuishaven. Hij schafte zich een oude zeetjalk aan, de Rival, die hij liet ombouwen tot woonschip, waarmee hij door Nederland voer, en de rivieren afzakte naar Parijs.

### Frankrijk (1949-1956)
In 1949 besloot hij zijn intrek te nemen in Parijs. Het einde van zijn huwelijk met Angela luidde een periode van losbandigheid in, met veel drank en vrouwelijk schoon. Hij schreef er de trilogie Stella-Mary-Thalassa, over de gezagvoerder van een zeesleepboot in de chaos van de oorlog en de naoorlogse tijd. Het werd een bestseller, evenals de bewerking The Captain, waarvan meer dan een miljoen exemplaren werden verkocht in de Verenigde Staten. Door dit succes kregen ook de andere werken van De Hartog veel aandacht; zijn werk verscheen in twintig talen. De Hartog ontmoette in Parijs de destijds aldaar zeer beroemde schrijfster Colette die hem inspireerde en hielp met de vertaling en het opgevoerd krijgen van Het Hemelbed in Parijs.
In Frankrijk regelde hij via Michael Powell een Engelstalige assistente die hem behalve met praktische zaken kon helpen waar zijn talenkennis bij het schrijven tekortschoot. Het werd Marjorie Mein, door Powell aan hem geïntroduceerd. Was de relatie aanvankelijk nog strikt zakelijk, uiteindelijk resulteerde de vruchtbare samenwerking ook in een persoonlijke relatie die tot zijn dood zou voortduren.
Toen in februari 1953 de dijken doorbraken in Zeeland, aarzelde De Hartog geen moment. Hij liet zijn woonschip de Rival in een noodtempo ombouwen tot hospitaalschip met 60 bedden en voer ermee naar Oude Tonge, waar nog veel gewonde slachtoffers geholpen konden worden. Over zijn ervaringen schreef hij De Kleine Ark. Daarna vroeg hij Marjorie Mein om zich bij hem te voegen, waarna zij samen op de boot de rivieren afzakten tot in Zuid-Frankrijk, waar hij bevriend raakte met William Somerset Maugham en Joris Ivens.
In 1956 besloten Marjorie en Jan om de Rival te verschepen naar de Verenigde Staten. De boot werd in een vrachtschip getakeld met bestemming Houston. Die stad was min of meer willekeurig gekozen omdat zich daar een havenkraan bevond die de 146 ton wegende Rival uit het vrachtschip kon takelen. In 1957 en 1958 maakten zij kennis met de Verenigde Staten door hun reis op de Rival van Houston naar Nantucket.

### Quaker
Intussen was zijn moeder quaker geworden. Om zich niet openlijk af te wenden van het geloof van haar echtgenoot had zij daar verder geen ruchtbaarheid aan gegeven. Toen Den Hartog vernam dat haar einde naderde kwam hij in 1960 naar Nederland over om samen met zijn broer voor hun moeder te zorgen op haar zware ziekbed. Het overlijden van zijn moeder maakte zo'n diepe indruk op hem, dat hij zich daarna ook aansloot bij de Quakers.
Niet snel daarna trouwde De Hartog met Marjorie Mein, in 1961, op Long Island. Het werd een quakerhuwelijk. Vooral in de vroege jaren zeventig legde De Hartog zich als schrijver toe op geschiedenis en ideeën van de Quakers.

### Houston (1962-1966)
Door het succes van zijn boeken, toneelstukken en films vestigde De Hartog allengs ook zijn naam in de Verenigde Staten. De University of Houston vroeg hem om er dramaturgie te doceren, waar hij zich met enthousiasme op toelegde.
Tijdens een feestje bij vrienden hoorde hij over de slechte omstandigheden in het Jefferson Davis County Hospital, een ziekenhuis voor mensen - veelal niet-blank - die onvoldoende verzekerd waren en er onder smerige, mensonterende omstandigheden verbleven. Ofschoon Houston voor die tijd een betrekkelijk welvarende stad was, was er onvoldoende liefdadigheid beschikbaar voor de niet-blanke bevolking. Ook op de universiteit was De Hartog al onaangenaam getroffen door de systematische slechte behandeling van niet-blanken. Zijn vrouw haalde hem over om er samen vrijwilliger-verpleger te worden. In een ingezonden brief, in april 1963 gepubliceerd in de Houston Chronicle, schreef hij een vlammend protest tegen de behandeling van de arme zieken in de stad, maar het hielp niet veel. Voor De Hartog werd het bijna een obsessie en hij besloot er letterlijk een boekje over open te doen: The Hospital (1964). Dit mondde uit in een rel met landelijke publiciteit en tussen voor- en tegenstanders ging het hard tegen hard. Door tegenstanders in Houston werden de Den Hartogs uitgemaakt voor communist en nigger-lover. Toen de zaak zo escaleerde dat hun huis vanuit een rijdende auto werd beschoten, vluchtten ze naar Nantucket, het eiland van Quakers en zeelui, waar zij zich uiteindelijk in 1965 voor langere tijd vestigden. De Hartog schreef er The Captain.

### Adoptiefouders (1966-1972)
De Quakers bleven een grote rol spelen in hun leven. De Hartog stuitte bij een lezing op het bestaan van de Welcome House Adoption Agency van de schrijfster Pearl S. Buck. Het was de tijd van de Vietnamoorlog en de protesten daartegen. Het Amerikaanse leger bombardeerde Vietnam en een aantal organisaties legde zich toe op de opname van burgerslachtoffers. Het plan was om Vietnamese oorlogswezen naar Amerika over te brengen zodat die bij vrijwillige gezinnen tot rust konden komen, met een adoptie als overweging. In 1967 reisde De Hartog naar het oorlogsgebied. Zelf adopteerden hij en zijn echtgenote ook twee meisjes, half Koreaans, half Amerikaans: Eva en Julia. De Hartogs deelname aan het televisieprogramma Mies en scène van Mies Bouwman hierover veroorzaakte in het Nederland van 1968 nog een bescheiden golf aan adoptieverzoeken.

### De rijpere jaren (1972-2002)

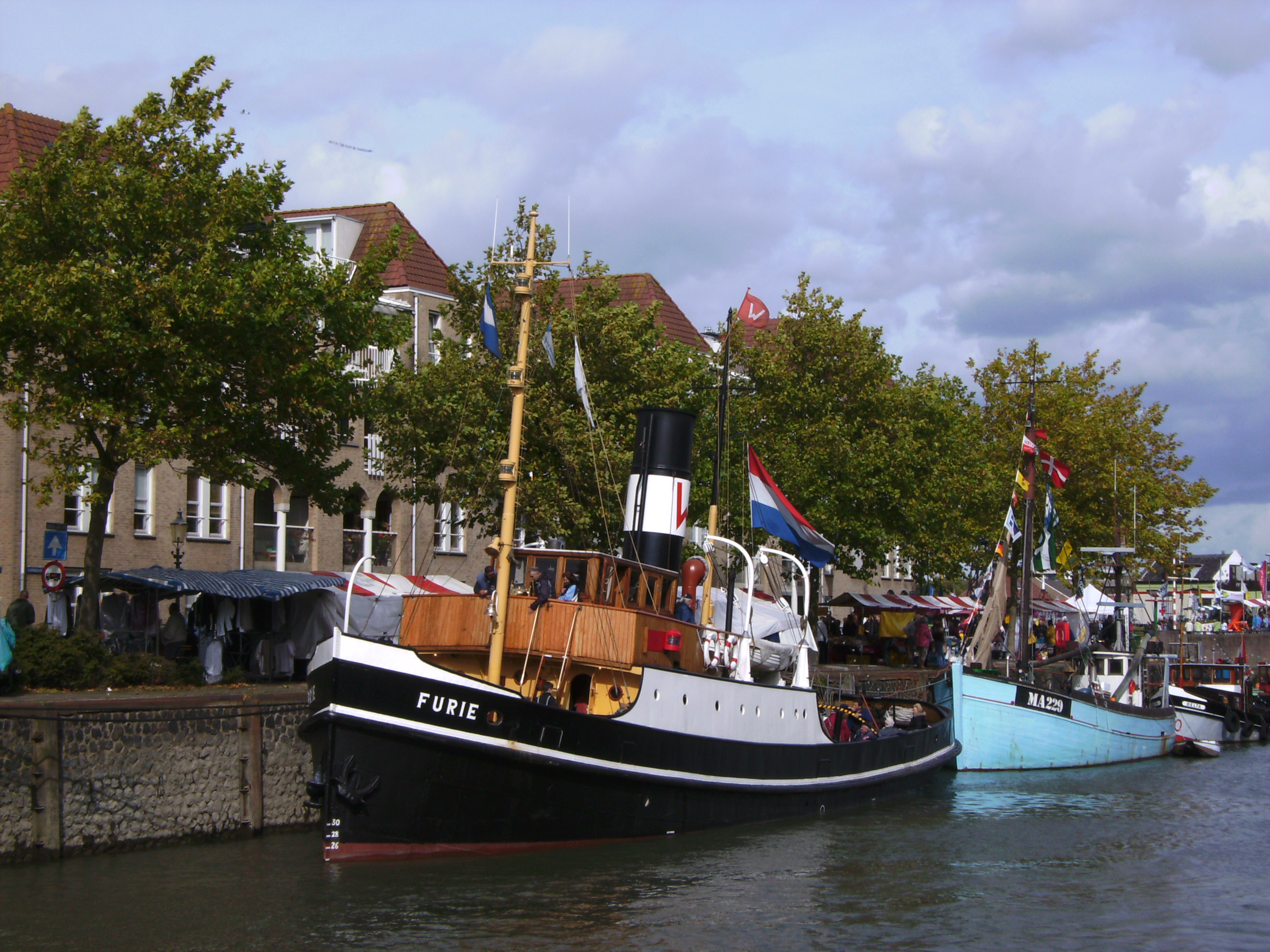
De stoomsleepboot Furie, die in 1976 een belangrijke rol speelde in de televisiebewerking van Hollands Glorie.

De rijpere jaren bestonden voor De Hartog vooral uit rusteloosheid. Een verhuizing naar België, toch weer terug naar de Verenigde Staten, een tijdelijke verwijdering van zijn echtgenote, een lang verblijf in Engeland. Inspiratie om te schrijven kreeg hij door het organiseren van belevenissen als het meevaren op de sleepdienst van Smit Internationale of een tijdelijk verblijf in Amsterdam voor het noteren van jeugdherinneringen.
In 1986 vestigden De Hartog en zijn vrouw zich in het Engelse graafschap Somerset. Hij ontwikkelde een interesse in de geschiedenis van het Romeinse rijk en in de wichelroede (zie onder andere zijn roman De Centurio). Ofschoon inmiddels op gevorderde leeftijd, bleef De Hartog gevoelig voor vrouwelijk schoon, en hij beleefde twee affaires met aanmerkelijk jongere vrouwen, tot ontsteltenis van zijn echtgenote. Vanwege ruzie met familie verhuisden zij weer naar België, en daarna in 1994 weer terug naar Houston. Sinds 1995 liep zijn gezondheid hard achteruit, en in 2002 overleed hij in een ziekenhuis in Houston.
In 2004 onthulde zijn weduwe in Maassluis een plaquette ter nagedachtenis aan Jan de Hartog wegens de historische banden die deze stad heeft met de zeesleepvaart, waarover hij vaak schreef. De gedenkplaat is aangebracht vlak bij de ligplaats van de Furie, het schip dat in 1976 een belangrijke rol speelde in de televisiebewerking van zijn boek Hollands Glorie.